# Probabilitat d'incompliment
La probabilitat d'incompliment (PD, del terme anglès probability of default) és un paràmetre utilitzat en el càlcul de capital econòmic o capital regulatori de Basilea II per a una institució bancària. Aquest és un atribut del client d'un banc.